# The Jimi Hendrix Experience
The Jimi Hendrix Experience è stato il primo gruppo che faceva capo al chitarrista Jimi Hendrix; comprendeva il bassista Noel Redding e il batterista Mitch Mitchell.

## Storia del gruppo
Il gruppo si formò a Londra nel 1966, quando il bassista degli Animals, Chas Chandler, notò Hendrix negli Stati Uniti e lo convinse a seguirlo nella nazione britannica affiancandogli Redding e Mitchell. Il gruppo pubblicò nel dicembre 1966 il primo 45 Giri Hey Joe - Stone Free che ebbe un notevole successo. La consacrazione del suo talento fu raggiunta subito con il primo album intitolato "Are You Experienced", ancora oggi considerato una pietra miliare del rock.
Così Hendrix decise di tornare ad esibirsi in America dopo aver raccolto i frutti del primo Lp: la prima apparizione ufficiale dell'Experience fu nell'occasione del grande evento del festival musicale di Monterey nel giugno del '67. Jimi Hendrix, conosciuto e "temuto" dai grandi chitarristi dell'epoca, si contese dietro le quinte l'entrata in scena con gli Who; si narra di una lite furibonda che sicuramente si risolse con l'entrata di questi ultimi; la loro apparizione fu fiammeggiante ma nessuno avrebbe potuto immaginare che subito dopo, un esordiente Jimi Hendrix, dopo aver sbalordito tutti con la sua strabiliante qualità di chitarrista, avrebbe realmente sacrificato la sua chitarra in un mistico incendio che mitizzò la sua personalità al suo primo "battesimo".
Le successive produzioni discografiche consolidarono la fama di innovatore del rock che Hendrix ormai aveva ottenuto: vengono così alla luce Axis: Bold as Love e Electric Ladyland, due capolavori che segnano definitivamente l'ascesa esponenziale del "talento di Seattle".
Assemblata per esigenze d'urgenza creativa di Jimi Hendrix, l'Experience non lo soddisfece mai artisticamente, poiché si sentiva poco ascoltato e non sufficientemente seguito dai pur dotati Redding e Mitchell. La ricerca delle sonorità più innovative e la sperimentazione musicale che Hendrix tentò di introdurre non furono apprezzate totalmente, specialmente dal bassista Noel Redding. La sala prove pullulava di musicisti assoldati da Hendrix affinché contribuissero alla massima resa sonora di ogni singolo pezzo; tale affollamento di componenti musicali e l'esasperata ed estenuante ricerca del sound giusto portarono pertanto all'abbandono di Noel Redding della "Jimi Hendrix Experience" che, dopo particolarissimi e suggestivi esperimenti assemblativi (come il gruppo voluto da Hendrix nel grande concerto del festival di Woodstock), fu definitivamente sciolta.
Hendrix fu, a detta di molti, strumentalizzato dai suoi produttori in un periodo di grandi tensioni razziali che dilaniavano l'America. Perciò, spinto dai suoi discografici e dalle pressioni provenienti dalle "fazioni nere", Jimi Hendrix formerà la Band of Gypsys, costituita da soli musicisti neri: Jimi Hendrix (chitarra), Billy Cox (basso) e Buddy Miles (batteria); il risultato fu quello di un grande ensemble musicale.

## Formazione
- Jimi Hendrix - voce, chitarra[1] (1966-1969)
- Mitch Mitchell - batteria[2] (1966-1969)
- Noel Redding - basso, cori[3] (1966-1969)

## Discografia

### Album in studio
- 1967 - Are You Experienced
- 1967 - Axis: Bold as Love
- 1968 - Electric Ladyland
- 1968 - Smash Hits

### Album dal vivo
- 1972 - Hendrix in the West
- 1986 - Jimi Plays Monterey
- 1987 - Live at Winterland
- 1989 - Radio One
- 1991 - Live at Isle of Wight
- 1998 - BBC Sessions
- 1999 - Live at Woodstock (senza Noel Redding)
- 2002 - Blue Wild Angel: Live at the Isle of Wight (senza Noel Redding)
- 2003 - Live at Berkeley (senza Noel Redding)
- 2007 - Live at Monterey

### Singoli
- 1966 - Hey Joe - Stone Free
- 1967 - Purple Haze - 51st Anniversary
- 1967 - The Wind Cries Mary - Highway Chile
- 1967 - Burning of the Midnight Lamp - The Stars That Play with Laughing Sam's Dice
- 1967 - Foxy Lady - Manic Depression
- 1967 - Up from the Skies - One Rainy Wish
- 1968 - Crosstown Traffic - Gypsy Eyes
- 1968 - Voodoo Child (Slight Return) - All Along the Watchtower